# 수페르코파 이탈리아나
수페르코파 이탈리아나(Supercoppa Italiana, →이탈리아 수퍼컵)은 1988년에 시작된 남자 축구단 대항전으로서, 공식 명칭은 수페르코파 디 레가(Supercoppa di Lega)이며, 네이밍 스폰서십에 따라 EA 스포츠 FC 수퍼컵(EA Sports FC Supercup)으로 불린다.
기존에는 세리에 A 우승팀과 코파 이탈리아 우승팀과의 단판 경기로 구성되었지만 2023년 대회부터 준우승팀까지 포함해서 총 4팀이 참가하는 대회로 확장되었다.
2025년 1월에 열린 대회는 37번째 대회였으며, 지금까지 9개 구단이 우승한 바 있다. 최근 대회 우승 구단은 밀란으로 8번째 우승을 달성했다.

## 역사 및 구성
수페르코파 이탈리아 대회 구상이 제기된건 1988년이다. 당시 코파 이탈리아 우승 구단인 삼프도리아 구단 팬들의 저녁식사 자리에서 저널리스트 엔초 도르시가 당시 구단 회장이었던 파올로 만토바니에게 잉글랜드의 채리티 실드와 같이 이탈리아 챔피언과 컵대회 우승팀 간의 대회를 만들자는 제안으로부터 시작된다. 수 주뒤 이 제안은 [[레가 나치오날레 프로페시오니스티의 회장인 루차노 니촐라에게 전달이 됐으며 승인되기에 이른다.
첫 대회는 1988년에 열리기로 되어 있었으나, 1988 서울 올림픽 대회와 겹치는 바람에 1989년 6월로 연기가 됐다. 이로 인해, 2번째 대회는 당해 가을로 밀려났다. 그 이후로는 몇몇의 대회(1998, 2014, 2016, 2018)를 제외하고는 거의 매년 여름 기간에 열리고 있다. 전통적으로 이탈리아 축구 시즌의 신호탄을 쏘는 대회가 됐다, 몇몇의 예외(9번 중립구장에서, 2번은 코파 이탈리아를 통해 참가한 구단의 홈 구장에서 열렸다.)를 제외하고는 일반적으로 이탈리아 챔피언의 홈 구장에서 대회가 열린다. 밀라노의 스타디오 주세페 메아차에서 가장 많이 대회가 열렸으며, 횟수로는 총 11번이다.
첫번째 두 대회는 '레가 칼치오' 주최의 성격으로 밀라노에서 열렸는데, 우연히도 당 두 시즌의 우승팀의 홈 구장과 일치했다,(1988년의 밀란, 1989년의 인테르) 세번째인 1990 대회이서는 재비를 뽑아 스쿠데토를 가져간 나폴리에게 홈에서 경기를 열게 해줬지만, 1991년 대회에서 삼프도리아가 홈인 제노바에서 수페르코파를 들어올리자 리그 본부에서 이후로는 스쿠데토를 가지고 있는 구단(세리에 A 우승 구단)의 홈 구장에서 대회를 여는 것으로 규정을 정했다.
스쿠데토와 코파 이틸리아를 우승하여 더블을 이룬 구단이 있는 경우에는, 규칙에 의거하여 세리에 A 우승 구단과 코파 이틸리아 준우승 구단 간의 대전이 이뤄지며, 이는 사실상의 지난 코파 이탈리아 결승전의 설욕전을 만들어 낸다. 수페르코파 이탈리아나 대회가 창설된 이래로 상기와 같은 상황은 총 8번 일어났다. 첫번째는 1995년 대회로 유벤투스가 파르마를 이긴 대회다. 코파 이탈리아 우승 구단이 수페르코파 트로피를 들어올린 일은 총 7번 있었다. 처음은 1996년 대회인데, 피오렌티나가 이탈리아 챔피언인 밀란을 상대로 승리를 거둔 대회다. 그 이후로는 라치오(1998, 2009), 파르마(1999), 인테르(2005), 로마(2007),와 나폴리(2014)가 뒤를 따랐다. 밀란이 우승을 거둔 2016년 대회는 최초로 코파 이탈리아 준우승 구단이 수페르코파 이탈리아나 트로피를 들어올린 대회가 됐다.
초기의 규칙에서는 여름에 열리는 대회라는 특성을 감안하여 무승부로 경기 정규시간이 종료되면 승부차기로 진행되기로 했었다. 본 규칙은 2000년까지 존속했고, 1994시즌 대회에서 이 규칙이 적용이되어 밀란이 삼프도리아를 승부차기에서 승리를 거머쥐었다. 2001과 2002 시즌에는 연장전과 골든골 규칙이 도입됐으나 실제로 적용된 적은 없었다. 2003 시즌에는 실버골 규칙이 적용됐고, 유벤투스와 밀란이 수페르코파 이탈리아다 대회 역사상 최초로 연장전을 치른 대회가 됐다. 그러나 승부는 나지 않았고 승부차기까지 가서 유벤투스가 우승했다. 그 다음 대회(2004시즌)부터는 실버골, 골든골이 없는 일반적인 경기 규칙으로 바뀌었고, 2005시즌에 처음으로 연장전에서 인테르가 유벤투스를 상대로 골을 넣으며 우승한다.
2011대회에서 처음으로 대회 역사상 같은 도시를 연고로 하는 두 구단이 맞붙는 일이 발생했다. 인테르와 밀란 간의 밀라노 더비가 성사됐고 밀란이 인테르를 2-1로 이기며 우승했다. 그 다음 대회(2012 시즌)에서는 같은 해 7월 IFAB의 승인에 따라 최초로 골라인에서 골을 판정하는 2명의 부심이 경기에 임하는 대회가 됐다.

## 역대 기록

### 2개팀 대진
| 비고 | 우승팀         | 날짜             | 세리에 A 우승팀 | 코파 이탈리아에서 진출팀 | 결과              | 경기장                                            | 관중 수 |
| ---- | -------------- | ---------------- | --------------- | ------------------------ | ----------------- | ------------------------------------------------- | ------- |
| 1988 | 밀란 (1)       | 1989년 6월 14일  | 밀란            | 삼프도리아               | 3-1               | 밀라노 스타디오 주세페 메아차                     | 19,412  |
| 1989 | 인테르 (1)     | 1989년 11월 29일 | 인테르          | 삼프도리아               | 2-0               | 밀라노 스타디오 주세페 메아차                     | 7,221   |
| 1990 | 나폴리 (1)     | 1990년 9월 1일   | 나폴리          | 유벤투스                 | 5-1               | 나폴리 스타디오 산 파올로                         | 62,404  |
| 1991 | 삼프도리아 (1) | 1991년 8월 24일  | 삼프도리아      | 로마                     | 1-0               | 제노바 스타디오 루이지 페라리스                   | 21,120  |
| 1992 | 밀란 (2)       | 1992년 8월 30일  | 밀란            | 파르마                   | 2-1               | 밀라노 스타디오 주세페 메아차                     | 30,102  |
| 1993 | 밀란 (3)       | 1993년 8월 21일  | 밀란            | 토리노                   | 1-0               | 미국 워싱턴 로버트 F. 케네디 메모리얼 스타디움    | 25,268  |
| 1994 | 밀란 (4)       | 1994년 8월 28일  | 밀란            | 삼프도리아               | 1-1 4-3 (승)      | 밀라노 스타디오 주세페 메아차                     | 26,767  |
| 1995 | 유벤투스 (1)   | 1996년 1월 17일  | 유벤투스        | 파르마[A]                | 1-0               | 토리노 스타디오 델레 알피                         | 5,289   |
| 1996 | 피오렌티나 (1) | 1996년 8월 25일  | 밀란            | 피오렌티나               | 1-2               | 밀라노 스타디오 주세페 메아차                     | 29,582  |
| 1997 | 유벤투스 (2)   | 1997년 8월 23일  | 유벤투스        | 비첸차                   | 3-0               | 토리노 스타디오 델레 알피                         | 16,157  |
| 1998 | 라치오 (1)     | 1998년 8월 29일  | 유벤투스        | 라치오                   | 1-2               | 토리노 스타디오 델레 알피                         | 16,500  |
| 1999 | 파르마 (1)     | 1999년 8월 21일  | 밀란            | 파르마                   | 1-2               | 밀라노 스타디오 주세페 메아차                     | 25,001  |
| 2000 | 라치오 (2)     | 2000년 9월 8일   | 라치오          | 인테르[A]                | 4-3               | 로마 스타디오 올림피코                            | 61,446  |
| 2001 | 로마 (1)       | 2001년 8월 19일  | 로마            | 피오렌티나               | 3-0               | 로마 스타디오 올림피코                            | 61,050  |
| 2002 | 유벤투스 (3)   | 2002년 8월 25일  | 유벤투스        | 파르마                   | 2-1               | 리비아 트리폴리 8월 11일 경기장                   | 40,000  |
| 2003 | 유벤투스 (4)   | 2003년 8월 3일   | 유벤투스        | 밀란                     | 1-1 (연) 5-3 (승) | 미국 뉴저지 이스트러더퍼드 자이언츠 스타디움      | 54,128  |
| 2004 | 밀란 (5)       | 2004년 8월 21일  | 밀란            | 라치오                   | 3-0               | 밀라노 스타디오 주세페 메아차                     | 33,274  |
| 2005 | 인테르 (2)     | 2005년 8월 20일  | 유벤투스[B]     | 인테르                   | 0-1 (연)          | 토리노 스타디오 델레 알피                         | 35,246  |
| 2006 | 인테르 (3)     | 2006년 8월 26일  | 인테르          | 로마[A]                  | 4-3 (연)          | 밀라노 스타디오 주세페 메아차                     | 45,528  |
| 2007 | 로마 (2)       | 2007년 8월 19일  | 인테르          | 로마                     | 0-1               | 밀라노 스타디오 주세페 메아차                     | 34,898  |
| 2008 | 인테르 (4)     | 2008년 8월 24일  | 인테르          | 로마                     | 2-2 (연) 6-5 (승) | 밀라노 스타디오 주세페 메아차                     | 43,400  |
| 2009 | 라치오 (3)     | 2009년 8월 8일   | 인테르          | 라치오                   | 1-2               | 중국 베이징 국가체육장                            | 68,961  |
| 2010 | 인테르 (5)     | 2010년 8월 21일  | 인테르          | 로마[A]                  | 3-1               | 밀라노 스타디오 주세페 메아차                     | 65,860  |
| 2011 | 밀란 (6)       | 2011년 8월 6일   | 밀란            | 인테르                   | 2-1               | 중국 베이징 국가체육장                            | 66,161  |
| 2012 | 유벤투스 (5)   | 2012년 8월 11일  | 유벤투스        | 나폴리                   | 4-2 (연)          | 중국 베이징 국가체육장                            | 75,000  |
| 2013 | 유벤투스 (6)   | 2013년 8월 18일  | 유벤투스        | 라치오                   | 4-0               | 로마 스타디오 올림피코                            | 57,000  |
| 2014 | 나폴리 (2)     | 2014년 12월 22일 | 유벤투스        | 나폴리                   | 2-2 (연) 5-6 (승) | 카타르 도하 자심 빈 하마드 경기장                 | 14,000  |
| 2015 | 유벤투스 (7)   | 2015년 8월 8일   | 유벤투스        | 라치오[A]                | 2-0               | 중국 상하이 상하이 체육장                         | 20,000  |
| 2016 | 밀란 (7)       | 2016년 12월23일  | 유벤투스        | 밀란[A]                  | 1-1 (연) 3-4 (승) | 카타르 도하 자심 빈 하마드 경기장                 | 11,356  |
| 2017 | 라치오 (4)     | 2017년 8월13일   | 유벤투스        | 라치오[A]                | 2-3               | 로마 스타디오 올림피코                            | 52,000  |
| 2018 | 유벤투스 (8)   | 2019년 1월 16일  | 유벤투스        | 밀란[A]                  | 1-0               | 사우디아라비아 제다 킹 압둘라 스포츠 시티         | 61,235  |
| 2019 | 라치오 (5)     | 2019년 12월 22일 | 유벤투스        | 라치오                   | 1-3               | 사우디아라비아 리야드 킹 사우드 대학 경기장       | 23,361  |
| 2020 | 유벤투스 (9)   | 2021년 1월 20일  | 유벤투스        | 나폴리                   | 2-0               | 레조에밀리아 마페이 스타디움 - 치타 델 트리콜로레 | 0       |
| 2021 | 인테르 (6)     | 2022년 1월 12일  | 인테르          | 유벤투스                 | 2-1 (연)          | 밀라노 스타디오 주세페 메아차                     | 29,696  |
| 2022 | 인테르 (7)     | 2023년 1월 18일  | 밀란            | 인테르                   | 0-3               | 사우디아라비아 리야드 킹 사우드 대학 경기장       | 51,357  |

주석
1. ^ a b c d e f g h 코파 이탈리아 준우승팀.
2. ^ 사후에 세리에A 우승 자격 박탈.

### 4개팀 대진
| 연도 | 우승   | 결과 | 준우승 | 4강 진출팀         | 경기장                              | 관중수 |
| ---- | ------ | ---- | ------ | ------------------ | ----------------------------------- | ------ |
| 2023 | 인테르 | 1–0  | 나폴리 | 피오렌티나, 라치오 | 사우디아라비아 리야드, KSU 스타디움 | 24,900 |
| 2024 | 밀란   | 3–2  | 인테르 | 아탈란타, 유벤투스 | 사우디아라비아 리야드, KSU 스타디움 | 24,841 |

참고
1. ↑   결승전 경기만 집계.

## 경기장

밀라노의 스타디오 주세페 메아차는 첫대회인 1988 시즌부터 2010 시즌까지 가장 많이(11회) 수페르코파 대회가 열린 경기장이다.

상기됐듯이 1991년부터 일반적으로 수페르코파 이탈리아나 개최지는 이탈리아 챔피언의 홈구장에서 열리는게 규정이다. 하지만 자주 '레가 칼치오'에서 이 규정과 다르게 해외 국가의 초청을 받아 중립 구장에서 대회가 열리거나(미국, 리비야, 중국, 카타르, 사우디아라비아), 협회의 결정으로 코파 이탈리아 우승팀의 홈 구장에서 대회가 열리기도 했다.
밀라노소재의 메아차 경기장은 현재까지 가장 많이 수페르코파 이탈리아나 경기를 연 경기장이다. 1988시즌 대회를 포함하여, 1989, 1992, 1994, 1996, 1999, 2004, 2006, 2007, 2008, 2010시즌 대회가 뒤를 잇는다. 밀라노 경기장 다음으로는 토리노의 델레 알피 경기장으로서 1995, 1997, 1998, 2005 대회가 열렸고, 로마의 스타디오 올림피코 또한 2000, 2001, 2013, 2017시즌 대회가 열린바 있다. 베이징 국가체육장에서도 2009, 2011, 2012시즌 대회가 열렸다. 두번 대회가 열린 경기장으로는 도하의 자심 빈 하마드 스타디움(2014, 2016)이 있다.

## 구단 기록

### 우승
유벤투스는 1995년부터 2021년까지 총 9번 우승했으며, 또한 17회의 최다 참가 기록을 가지고 있다. 9번은 이탈리아 챔피언으로서, 그 중에서 2번은 더블을 기록한 팀으로 우승했다. 5번은 더블을 기록하며 출전했다. 유벤투스는 본 대회가 열렸던 모든 대륙에서 우승을 경험한 유일한 구단이다. 이탈리아에서의 다회 우승과, 아프리카(2002년 트리폴리), 북아메리카(2003년 이스트러더퍼드), 아시아(2012년 베이징, 2015년 상하이, 2018년 제다).
유벤투스는 10번의 최다 연속 참가 기록을 가지고 있다.유벤투스는 2012년 ~2021년 대회동안 진출했으며, 첫 3번과 가장 최근은 이탈리아 챔피언 자격으로, 그 다음 4번은 더블을 기록해서 참가했다. 유벤투스는 17번의 최다 참가 기록과 더불어 8번의 최다 준우승(패배)기록을 가지고 있다.
밀란은 최다 연패 기록을 가지고 있다. 1992부터 1994대회에서 우승하며 대회 3연패를 기록했으며, 2016년 대회에서 코파 이탈리아 준우승 구단으로서 최초로 우승한 구단이 됐다. 라치오는 이탈리아 챔피언으로서 1번의 참가(2000시즌 대회), 코파 이탈리아 우승으로서 3번(1998, 2009, 2019시즌 대회), 컵대회 우승/준우승 구단 자격으로서 1번(2017시즌 대회) 참가했다.
본 대회에 3번 참가한 SSC 나폴리는 2승 1패를 기록한 최고 우승 승률을 기록한 구단이다. 그리고 최소 2번이 진출을 경험한 구단들 중에서, 피오렌티나는 두번의 진출 모두 다 코파 이탈리아 우승 구단으로서 참가하여 반반의 기록을, 파르마, 로마, 삼프도리아는 가장 안좋은 기록을 가지고 있다.(파르마 제노아는 1승 3패, 로마는 2승 4패다.)
| 구단             | 우승 수 | 준우승 수 | 참가 수 | 우승 연도                                            | 준우승 연도                                    | 준결승 진출 연도 |
| ---------------- | ------- | --------- | ------- | ---------------------------------------------------- | ---------------------------------------------- | ---------------- |
| 유벤투스         | 9       | 8         | 18      | 1995, 1997, 2002, 2003, 2012, 2013, 2015, 2018, 2020 | 1990, 1998, 2005, 2014, 2016, 2017, 2019, 2021 | 2024             |
| 인테르나치오날레 | 8       | 5         | 12      | 1989, 2005, 2006, 2008, 2010, 2021, 2022, 2023       | 2000, 2007, 2009, 2011, 2024                   | -                |
| 밀란             | 8       | 5         | 12      | 1988, 1992, 1993, 1994, 2004, 2011, 2016, 2024       | 1996, 1999, 2003, 2018, 2022                   | -                |
| 라치오           | 5       | 3         | 9       | 1998, 2000, 2009, 2017, 2019                         | 2004, 2013, 2015                               | 2023             |
| 로마             | 2       | 4         | 6       | 2001, 2007                                           | 1991, 2006, 2008, 2010                         | -                |
| 나폴리           | 2       | 3         | 5       | 1990, 2014                                           | 2012, 2020, 2023                               | -                |
| 삼프도리아       | 1       | 3         | 4       | 1991                                                 | 1988, 1989, 1994                               | -                |
| 파르마           | 1       | 3         | 4       | 1999                                                 | 1992, 1995, 2002                               | -                |
| 피오렌티나       | 1       | 1         | 3       | 1996                                                 | 2001                                           | 2023             |
| 토리노           | 0       | 1         | 1       | -                                                    | 1993                                           | -                |
| L.R. 비첸차      | 0       | 1         | 1       | -                                                    | 1997                                           | -                |
| 아탈란타         | 0       | 0         | 1       | -                                                    | -                                              | 2024             |

### 참가 자격 별 우승 수
| 참가 자격            | 우승 수 | 준우승 수 | 4강 진출 수 |
| -------------------- | ------- | --------- | ----------- |
| 세리에 A 챔피언      | 24      | 13        | 0           |
| 코파 이탈리아 우승   | 10      | 18        | 1           |
| 코파 이탈리아 준우승 | 2       | 6         | 2           |
| 세리에 A 준우승      | 1       | 0         | 1           |

### 최다 동일 대진
2019년 12월에 열린 32회 대회까지 포함하여, 오직 9번의 대진 만이 다시 발생한 적이 없었고, 총 23번의 같은 구단 간 복수의 대진이 발생했다. 수페르코파 이탈리아나 대회에서 가장 많이 발생한 대진은 유벤투스와 라치오 간의 대진이다.
- 5 번:
유벤투스 - 라치오 (1998, 2013, 2015, 2017, 2019)
- 4 번:
인테르 - 로마 (2006, 2007, 2008, 2010)
유벤투스 - 나폴리 (1990, 2012, 2014, 2020)
- 3 번:
유벤투스 - 밀란 (2003, 2016, 2018)
- 2 번:
인테르나치오날레 - 라치오 (2000, 2009)
유벤투스 - 파르마 (1995, 2002)
밀란 - 파르마 (1992, 1999)
밀란 - 삼프도리아 (1988, 1994)
인테르나치오날레 - 유벤투스 (2005, 2021)
인테르나치오날레 - 밀란 (2011, 2023)

### 최다 연속 동일 대진
- 3 번:
인테르 - 로마 (2006 ~ 2008)

### 연패
- 3 연패:
밀란 (1992 ~ 1994)
인테르 (2021 ~ 2023)
- 2 연패:
인테르 (2005 ~ 2006)
유벤투스 (2002 ~ 2003, 2012 ~ 2013)

### 연속 출전
- 10회 연속:
유벤투스 (2012 ~ 2021)
- 7회 연속:
인테르 (2005 ~ 2011)
- 3회 연속:
밀란 (1992 ~ 1994)
로마 (2006 ~ 2008)
인테르 (2021 ~ 2023)
- 2회 연속:
유벤투스 (1997 ~ 1998, 2002 ~ 2003)
밀란 (2003 ~ 2004)
삼프도리아 (1988 ~ 1989)

## 개인 기록
세리에 A 현역은 굵게 표기.

### 선수 기록

#### 최다 출장
| 출장 | 선수명                  | 연도      | 소속 구단                                    |
| ---- | ----------------------- | --------- | -------------------------------------------- |
| 9    | 잔루이지 부폰           | 1995-2017 | 파르마 (1), 유벤투스 (8)                     |
| 9    | 데얀 스탄코비치         | 1998-2011 | 라치오 (2), 인테르나치오날레 (7)             |
| 7    | 레오나르도 보누치       | 2012-2021 | 유벤투스                                     |
| 7    | 하비에르 사네티         | 2005-2011 | 인테르나치오날레                             |
| 7    | 조르조 키엘리니         | 2013~2021 | 유벤투스                                     |
| 6    | 알레산드로 델 피에로    | 1995-2005 | 유벤투스                                     |
| 6    | 파울로 디발라           | 2015~2021 | 유벤투스                                     |
| 6    | 슈테판 리히트슈타이너   | 2009-2016 | 라치오 (1), 유벤투스 (5)                     |
| 6    | 파올로 말디니           | 1992-2004 | 밀란                                         |
| 6    | 에스테반 캄비아소       | 2005-2010 | 인테르나치오날레                             |
| 6    | 알레산드로 코스타쿠르타 | 1988-1999 | 밀란                                         |
| 5    | 데메트리오 알베르티니   | 1992-1999 | 밀란                                         |
| 5    | 마시모 암브로시니       | 1997-2011 | L.R. 비첸차 (1), 밀란 (4)                    |
| 5    | 프란코 바레시           | 1988-1996 | 밀란                                         |
| 5    | 크리스티안 키부         | 2006-2011 | 로마 (1), 인테르나치오날레 (4)               |
| 5    | 곤살로 이과인           | 2014~2020 | 나폴리 (1), 유벤투스 (3), 밀란 (1)           |
| 5    | 즐라탄 이브라히모비치   | 2005-2011 | 유벤투스 (1), 인테르나치오날레 (3), 밀란 (1) |
| 5    | 줄리우 세자르           | 2007-2011 | 인테르나치오날레                             |
| 5    | 클라우디오 마르키시오   | 2012-2016 | 유벤투스                                     |
| 5    | 파벨 네드베드           | 1998-2005 | 라치오 (2), 유벤투스 (3)                     |
| 5    | 안젤로 페루치           | 1995-2004 | 유벤투스 (3), 라치오 (2)                     |
| 5    | 왈테르 사무엘           | 2001-2011 | 로마 (1), 인테르나치오날레 (4)               |
| 5    | 알레시오 타키나르디     | 1995-2003 | 유벤투스                                     |
| 5    | 프란체스코 토티         | 2001-2010 | 로마                                         |
| 5    | 피에트로 비에르코보드   | 1988-1995 | 삼프도리아 (4), 유벤투스 (1)                 |
| 5    | 미르코 부치니치         | 2007-2013 | 로마 (3), 유벤투스 (2)                       |

#### 최다 득점
2025-01-07  기준.
| 득점 수 | 성명                 | 소속팀               |
| ------- | -------------------- | -------------------- |
| 4       | 파울로 디발라        | 유벤투스             |
| 4       | 라우타로 마르티네스  | 인테르나치오날레     |
| 3       | 알레산드로 델 피에로 | 유벤투스             |
| 3       | 사뮈엘 에토          | 인테르나치오날레     |
| 3       | 안드리 셰우첸코      | 밀란                 |
| 3       | 카를로스 테베스      | 유벤투스             |
| 2       | 알베르토 아퀼라니    | 로마                 |
| 2       | 마르코 판 바스턴     | 밀란                 |
| 2       | 가브리엘 바티스투타  | 피오렌티나           |
| 2       | 카레카               | 나폴리               |
| 2       | 조르조 키엘리니      | 유벤투스             |
| 2       | 에르난 크레스포      | 파르마, 인테르       |
| 2       | 다니엘레 데 로시     | 로마                 |
| 2       | 덴젤 둠프리스        | 인테르               |
| 2       | 곤살로 이과인        | 나폴리               |
| 2       | 치로 임모빌레        | 라치오               |
| 2       | 필리포 인차기        | 유벤투스             |
| 2       | 클라우디오 로페스    | 라치오               |
| 2       | 시니샤 미하일로비치  | 삼프도리아, 라치오   |
| 2       | 고란 판데프          | 인테르, 나폴리       |
| 2       | 크리스천 풀리식      | 밀란                 |
| 2       | 크리스티아누 호날두  | 유벤투스             |
| 2       | 안드레아 실렌치      | 나폴리               |
| 2       | 잔루카 비알리        | 삼프도리아, 유벤투스 |
| 2       | 파트리크 비에라      | 인테르               |
| 2       | 미르코 부치니치      | 로마, 유벤투스       |
| 2       | 알레시오 체르빈      | 나폴리               |

#### 최다 우승

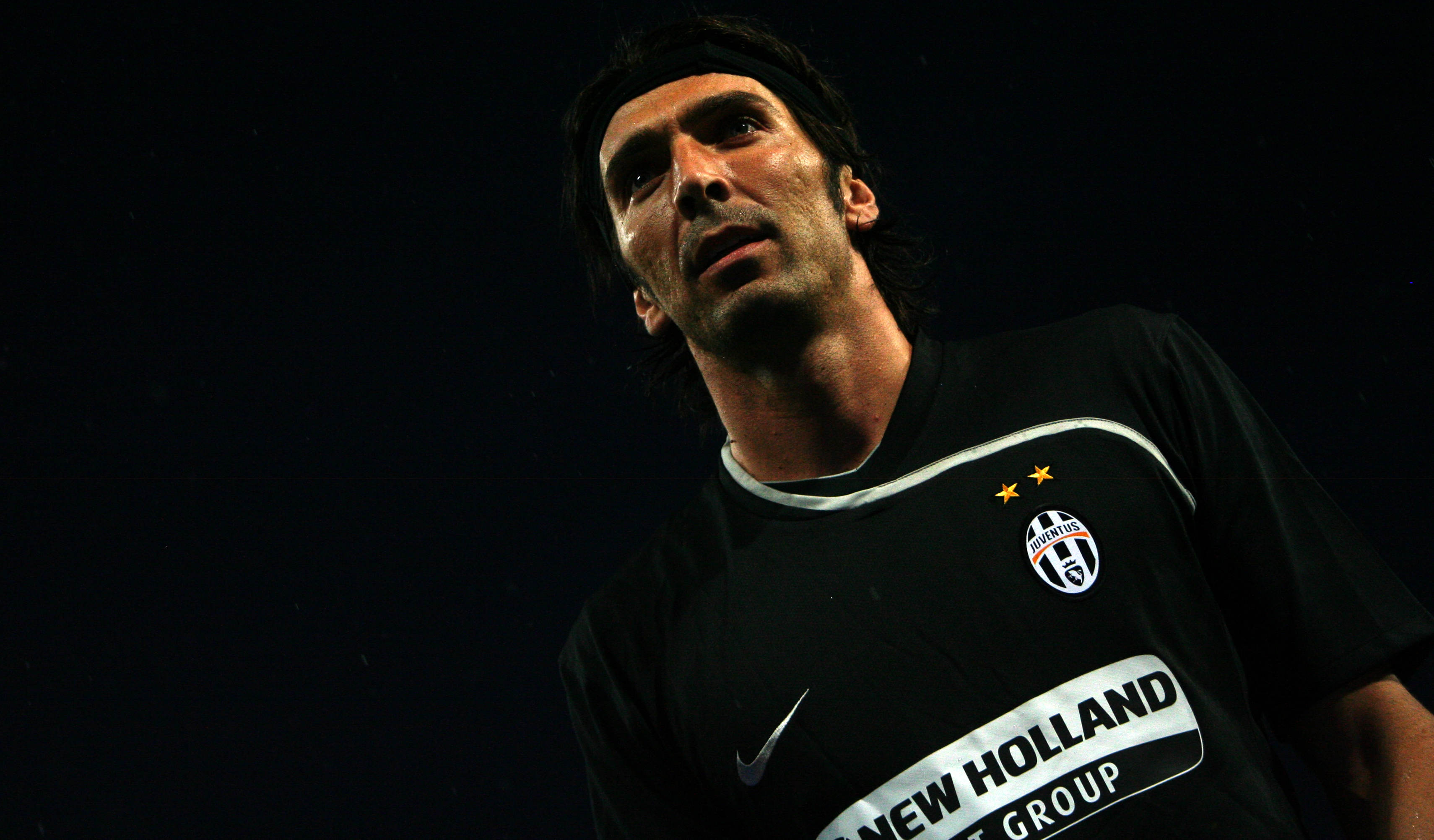
잔루이지 부폰은 7번 우승한 최다 우승 선수다.

| 우승 수 | 선수명                  | 소속 구단                                    |
| ------- | ----------------------- | -------------------------------------------- |
| 7       | 잔루이지 부폰           | 파르마 (1), 유벤투스 (6)                     |
| 6       | 데얀 스탄코비치         | 라치오 (2), 인테르 (4)                       |
| 5       | 파올로 말디니           | 밀란                                         |
| 5       | 레오나르도 보누치       | 유벤투스                                     |
| 5       | 왈테르 사무엘           | 로마 (1), 인테르 (4)                         |
| 5       | 파올로 오를란도니       | 라치오 (1), 인테르 (4)                       |
| 5       | 알레산드로 코스타쿠르타 | 밀란                                         |
| 5       | 에르난 크레스포         | 파르마 (1), 라치오 (1), 밀란 (1), 인테르 (2) |
| 5       | 조르조 키엘리니         | 유벤투스                                     |
| 5       | 치로 페라라             | 나폴리 (1), 유벤투스 (4)                     |
| 4       | 알레산드로 네스타       | 라치오 (2), 밀란 (2)                         |
| 4       | 알레산드로 델 피에로    | 유벤투스                                     |
| 4       | 로베르토 도나도니       | 밀란                                         |
| 4       | 프란코 바레시           | 밀란                                         |
| 4       | 안드레아 바르찰리       | 유벤투스                                     |
| 4       | 하비에르 사네티         | 인테르                                       |
| 4       | 줄리우 세자르           | 인테르                                       |
| 4       | 필리포 잘리             | 밀란                                         |
| 4       | 에스테반 캄비아소       | 인테르                                       |
| 4       | 이반 코르도바           | 인테르                                       |
| 4       | 안토니오 콘테           | 유벤투스                                     |
| 4       | 훌리로 크루스           | 인테르 (3), 라치오 (1)                       |
| 4       | 알레시오 타키나르디     | 유벤투스                                     |
| 4       | 프란체스코 톨도         | 피오렌티나 (1), 인테르 (3)                   |
| 4       | 마르코 판 바스턴        | 밀란                                         |
| 4       | 잔루카 페소토           | 유벤투스                                     |

#### 기타
- 최연소 득점:  마리오 발로텔리 18세 12일, 인테르나치오날레 (수페르코파 이탈리아나 2008)
- 최고령 득점:  크리스티아누 호날두 35세 350일, 유벤투스 (수페르코파 이탈리아나 2020)
- 최연소 멀티 득점:  알베르토 아퀼라니 22세 50일, 로마 (수페르코파 이탈리아나 2006)
- 최고령 멀티 득점:  카를로스 테베스 30세 320일, 유벤투스 (수페르코파 이탈리아나 2014)
- 유일한 해트트릭:  안드리 셰우첸코 27세 327일, 밀란 (수페르코파 이탈리아나 2004)
- 가장 이른 득점:  로비 킨 2분, 인테르나치오날레 - 라치오 (수페르코파 이탈리아나 2000)
- 가장 늦은 득점:  알렉시스 산체스 120+1분, 인테르나치오날레 - 유벤투스 (수페르코파 이탈리아나 2021)

### 감독 기록
세리에 A에서 현역은 굵게 표기.

#### 다회 우승
수페르코파 이탈리아나를 최소 2회 우승한 감독.
1. 파비오 카펠로 4회
2. 마르첼로 리피 4회
3. 마시밀리아노 알레그리 3회
4. 시모네 인차기 3회
5. 라파엘 베니테스 2회
6. 안토니오 콘테 2회
7. 스벤예란 에릭손 2회
8. 로베르토 만치니 2회

#### 기타
- 최연소 수페르코파 이탈리아나 우승 감독:  로베르토 만치니, 40세 266일, 인테르나치오날레 (수페르코파 이탈리아나 2005)
- 최고령 수페르코파 이탈리아나 우승 감독:  부야딘 보슈코브, 60세 100일, 삼프도리아 (수페르코파 이탈리아나 1991)

### 심판 기록
세리에 A에서 현역은 굵게 표기.

#### 출장 순위
결승전에 출장한 상위 여섯 심판
1. 카를로 론기 2회 (1989, 1990)
2. 피에를루이지 파이레토 2회 (1992, 1994)
3. 스테파노 파리나 2회 (2000, 2002)
4. 피에를루이지 콜리나 2회 (2003, 2004)
5. 마시밀리아노 사카니 2회 (2006, 2008)
6. 루카 반티 2회 (2015, 2018)
7. 파올로 발레리 2회 (2014, 2020)

## 같이 보기
- 레가 나치오날레 프로페시오니스티 세리에 A
- 세리에 A
- 코파 이탈리아

### 내용주
1. ↑  코로나19 범유행으로 인해 무관중 경기로 치러진다.
2. ↑  코로나19 범유행으로 인해, 경기장 수용인원이 50%로 제한됐다. 마리오 칸포라 (2021년 12월 29일). “Stadi, si cambia: ingressi al 50% a scacchiera, palazzetti al 35%”.
3. ↑  이 중 6번은 동시에 코파 이탈리아도 우승한 구단이다. 유벤투스의 1995, 2015, 2018년 대회, 인테르의 2006, 2010년 대회, 라치오의 2000년 대회.

### 참조주
1. ↑  “Regolamento della Lega Nazionale Professionisti” (이탈리아어). 이탈리아 축구 연맹. 2018년 7월 1일에 원본 문서에서 보존된 문서. 2021년 12월 10일에 확인함.
2. ↑  “Comunicato ufficiale n. 1 del 1º luglio 2022” (PDF) (이탈리아어). 1º luglio 2022. 2022년 7월 1일에 원본 문서 (PDF)에서 보존된 문서. 1º luglio 2022에 확인함.
3. ↑  Tony, Weeler (2023년 1월 18일). “Supercoppa Italiana Could Be Expanded To Four-Team Tournament Starting Next Season, Italian Media Report”. 《sempreinter.com》 (영어). 2023년 8월 12일에 확인함.
4. ↑  Rossi, Franco (2009년 8월 8일). “Supercoppa Italiana, Berlusconi e Mantovani "picciotti onorari"” (이탈리아어). tuttomercatoweb.com. 2019년 4월 11일에 확인함.
5. 1 2  “Supercoppa, ora è ufficiale: Juve-Lazio il 18 agosto a Roma” (이탈리아어). repubblica.it. 2013년 7월 2일. 2019년 4월 11일에 확인함.
6. ↑  Vergnano, Fabio (2003년 8월 3일). “Ecco la Supercoppa: riparte la sfida Juve-Milan”. 《La Stampa》 (이탈리아어). 27면.
7. ↑  Vergnano, Fabio (2003년 8월 4일). “Una rivincita ai rigori, Supercoppa alla Juve” (이탈리아어). La Stampa. 31면. 2019년 4월 11일에 확인함.
8. ↑  “Arbitri di porta, via libera "Partiremo in Supercoppa"” (이탈리아어). repubblica.it. 2012년 8월 1일. 2019년 4월 11일에 확인함.
9. ↑  “All-time top goalscorers”. 《WorldFootball.net》. 2025년 1월 7일에 확인함.